# میکرودوزینگ
میکرودوزینگ، روش استفاده از مقادیر بسیار پائین داروها به منظور بررسی اثرات فارماکوکینتیک آنها در انسان می‌باشد. این روش که امروزه به عنوان یک جایگزین آزمایش روی حیوانات در پژوهش‌های پزشکی مورد استفاده قرار می‌گیرد، در پاسخ به احساس نیاز اداره مواد غذائی و داروئی ایالات متحده آمریکا در خصوص نارسایی‌های گسترده در روند فعلی اکتشاف دارو، مطرح شد. از این روش با نام فاز صفر تحقیقات اکتشاف دارو نیز یاد می‌شود.
روش میکرودوزینگ، مبتنی بر این واقعیت می‌باشد که بسیاری از روندهای کنترل فارماکوکینتیک، غیر وابسته به سطوح خونی داروها بوده و از این رو، مقادیر میکرودوز داروها، از توانایی بالایی در پیش‌بینی خصوصیات فارماکوکینتیک برخوردار می‌باشد. از جمله مزایای این روش در مقایسه با آزمایش‌های حیوانی می‌توان به سرعت بالای نتیجه دهی، هزینه‌های تحمیلی پائین‌تر و رعایت ملاحظات اخلاقی پیرامون آزمایش روی حیوانات اشاره داشت.

## میکرودوز سیلوسایبین
میکرودوز روشی جدید در استفاده از سایکدلیک‌های مختلف مثل قارچ سیلوسایبین یا ال.اس.دی در دوز های بسیار کم است. هدف میکرودوز استفاده از فواید مثبت سیلوسایبین بدون تجربه حالت‌ تغییر یافته‌ هوشیاری یا تریپ است.
روش میکرودوز به صورت منظم و طی یک برنامه هفتگی قابل استفاده است. علاقمندان این روش اعتقاد دارند با وجود اینکه این مقدار تاثیرات سفر با تریپ را ایحاد نمی‌کند اما همچنان سیلوسایبین موجود در قارچ تأثیرات مفیدی به همراه دارد. در این روش دوزهای بسیار کم در فواصل منظم برای بهبود تمرکز و ارتقای خلاقیت و حس حضور در لحظه ، بهبود مهارت‌های فردی و کاهش احساس استرس و اضطراب استفاده میشوند.